# خورخي هوراسيو بريتو
خورخي هوراسيو بريتو (بالإسبانية: Jorge Horacio Brito)‏ هو رائد أعمال وتاجر وشخصية أعمال أرجنتيني، ولد في 23 يوليو 1952 في بوينس آيرس في الأرجنتين.

## وصلات خارجية
- الموقع الرسمي